# Pseudoescepticisme
Pseudoescepticisme es un terme creat per Marcello Truzzi en una crítica de l'escepticisme científic, que segons ell, és un fals esceptisime. Meynel utilitza el terme com crític a l'ús d'etiquetes de pseudociència, per científics que en les seves crítiques reemplacçarien el llenguatge acadèmic per desqualificacions, per que pretenen que qualsevol fenomen paranormal resulta d'errors o de mentida.